# Elena Altieri
Elena Altieri (Stresa, 27 luglio 1916 – Stresa, 1º maggio 1997) è stata un'attrice italiana.

## Biografia

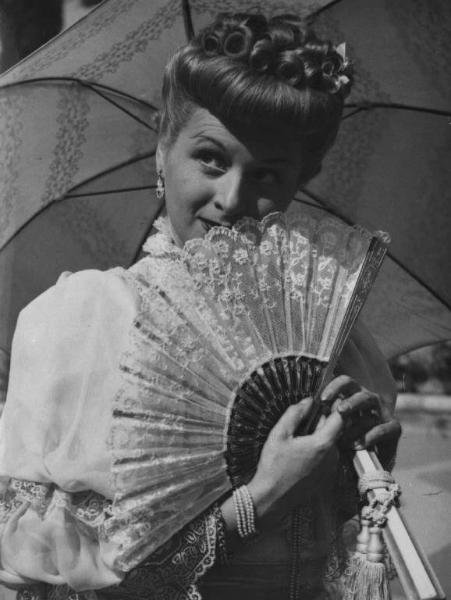
Elena Altieri in una scena del film Colpi di timone (1942)

Nome d'arte di Elena Capucci. Nasce nel 1916 da Vasco Capucci, costruttore edile di famiglia stresiana e madre inglese. Dotata di un fisico da indossatrice, bionda, elegante e slanciata, debutta nel cinema a vent'anni, con piccole parti in Regina della Scala (Mastrocinque, 1937), seguito da Eravamo sette sorelle (Malasomma, 1938.).
Diventa protagonista nel 1940, quando Dino Falconi la affianca a Lilia Silvi ed Amedeo Nazzari in Scarpe grosse, dove interpreta il ruolo di una fanciulla di nobile casato che si innamora del contadino Nazzari, nemico di suo padre. Nonostante le sue origini per metà inglesi in un periodo in cui l'Italia è in guerra con la Gran Bretagna, il successo del film conduce ad ipotizzare la nascita di una nuova "coppia cinematografica" italiana con Nazzari come partner. Nello stesso anno è ancora diretta da Falconi in Vento di milioni.
Sino al 1943 prende ancora parte a diverse pellicole (tra cui Oro nero di Guazzoni e Quarta pagina di Manzari, ma non riuscirà più a confermare i precedenti successi, restando quindi nelle «schiere delle seconde o terze donne», sino a quando, il precipitare della situazione bellica travolge anche la sua - come quella di molti altri artisti del tempo - attività cinematografica.
Nel dopoguerra, salvo una fugace apparizione in Ladri di biciclette, (De Sica, 1948), nel ruolo secondario di una patronessa di carità, resterà a lungo assente dal mondo del cinema, per poi riapparire nel 1950. In questa sua seconda vita artistica prenderà parte anche a film diretti da importanti registi, quali Renoir, Blasetti, Bragaglia o Mattoli, interpretando soprattutto figure di aristocratiche fredde e superbe, ma senza mai andare oltre ruoli di secondo piano.
La Altieri ha lavorato anche sui palcoscenici, soprattutto con la compagnia teatrale Cimara - Paul, ha preso parte ad alcune registrazioni prosa radiofonica e televisiva Rai ed ha partecipato anche ad attività di doppiaggio. A metà degli anni Cinquanta si è definitivamente ritirata dalla scene per amore di un importante personaggio della scena politica e ha vissuto a Stresa fino alla morte. È sepolta nel cimitero di Stresa.

## Filmografia

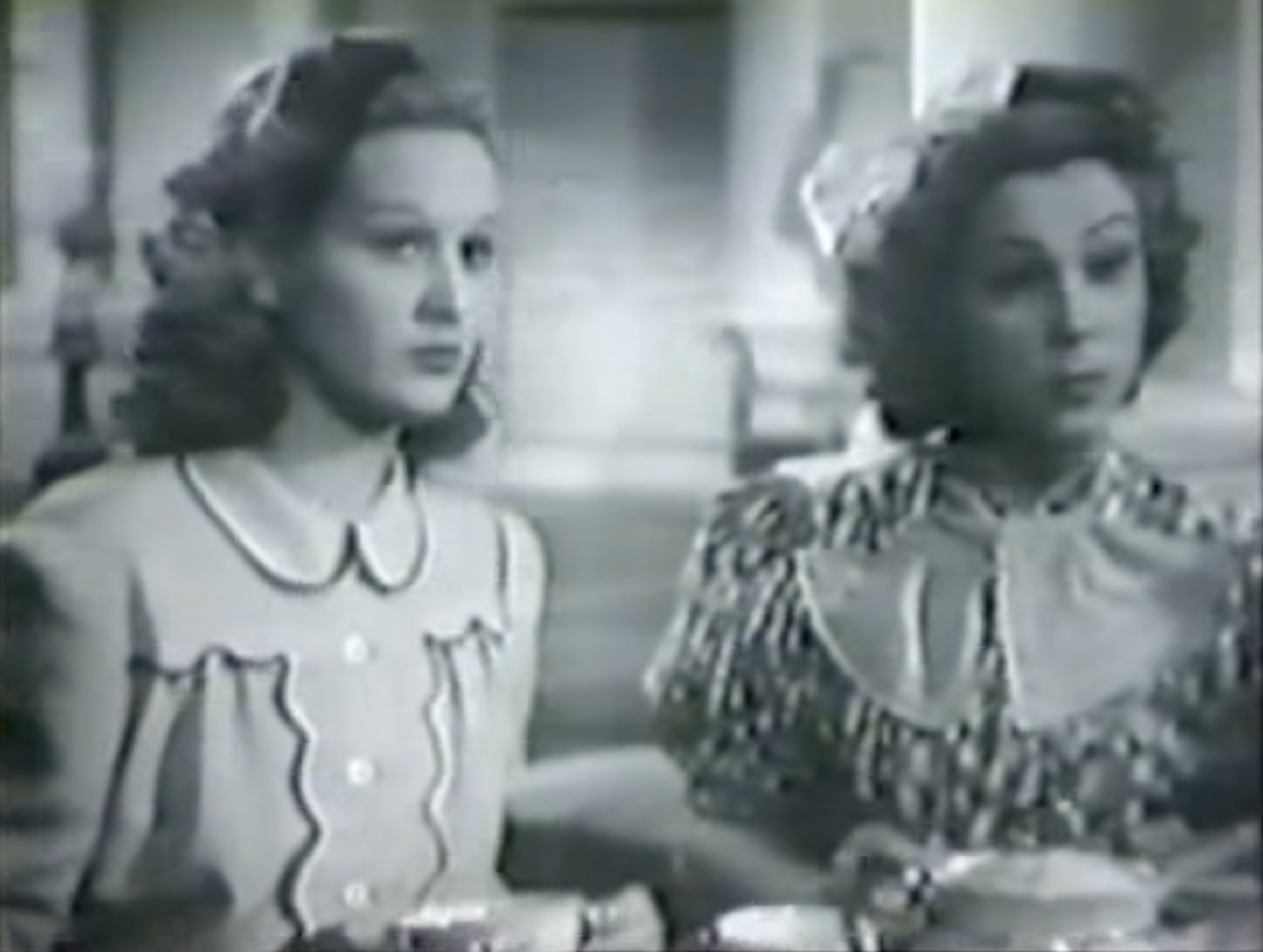
Elena Altieri (a sinistra) con Lilia Silvi in Scarpe grosse (1940)

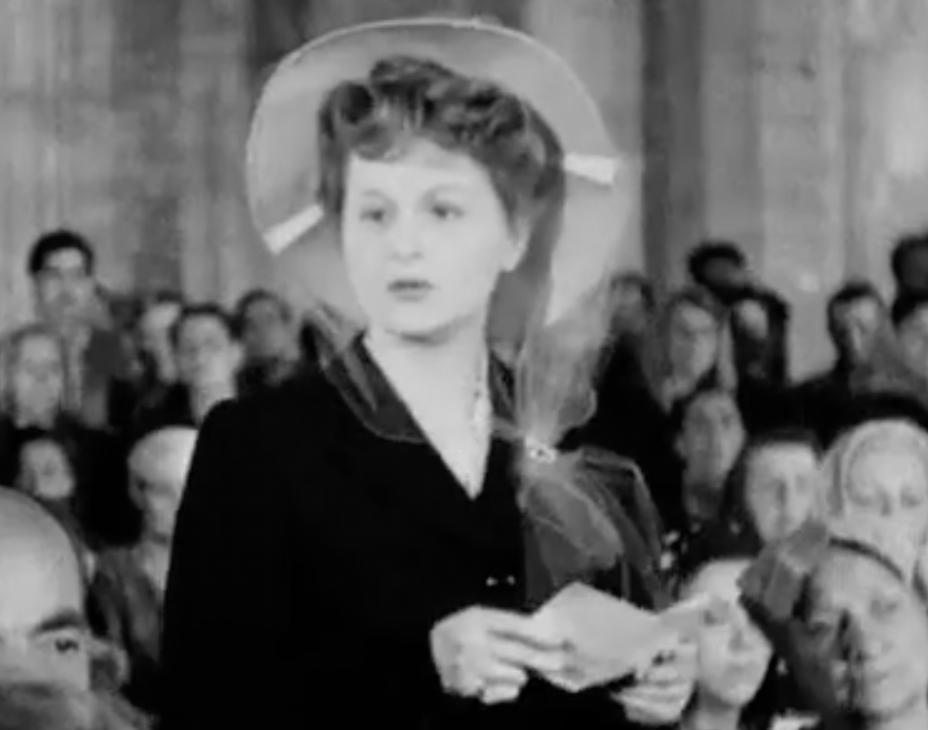
Elena Altieri in Ladri di biciclette (1948)

- Regina della Scala, regia di Guido Salvini e Camillo Mastrocinque (1937)
- Eravamo 7 sorelle, regia di Mario Mattoli (1938)
- Ai vostri ordini, signora..., regia di Mario Mattoli (1938)
- Luciano Serra pilota, regia di Goffredo Alessandrini (1938)
- In campagna è caduta una stella, regia di Eduardo De Filippo (1939)
- Piccolo hotel, regia di Piero Ballerini (1939)
- L'amore si fa così, regia di Carlo Ludovico Bragaglia (1939)
- Vento di milioni, regia di Dino Falconi (1940)
- Scarpe grosse, regia di Dino Falconi (1940)
- Il pozzo dei miracoli, regia di Gennaro Righelli (1941)
- Idillio a Budapest, regia di Giorgio Ansoldi e Gabriele Varriale (1941)
- Vertigine, regia di Guido Brignone (1942)
- Oro nero, regia di Enrico Guazzoni (1942)
- La maschera e il volto, regia di Camillo Mastrocinque (1942)
- La guardia del corpo, regia di Carlo Ludovico Bragaglia (1942)
- Colpi di timone, regia di Gennaro Righelli (1942)
- Quarta pagina, regia di Nicola Manzari (1943)
- L'angelo bianco, regia di Giulio Antamoro, Federico Sinibaldi ed Ettore Giannini (1943)
- Ladri di biciclette, regia di Vittorio De Sica (1948)
- Totò le Mokò, regia di Carlo Ludovico Bragaglia (1949)
- Romanzo d'amore, regia di Duilio Coletti (1950)
- Libera uscita, regia di Duilio Coletti (1951)
- Altri tempi, epis. Pot-pourri di canzoni, regia di Alessandro Blasetti (1952)
- La carrozza d'oro (Le Carrosse d'or), regia di Jean Renoir (1953)
- L'ultimo amante, regia di Mario Mattoli (1955)
- Scapricciatiello, regia di Luigi Capuano (1955)
- Difendo il mio amore, regia di Giulio Macchi (1957)

## Prosa televisiva Rai
- Storia di un uomo molto stanco, regia di Carlo Tamberlani, trasmessa il 16 dicembre 1955.